# Kazimierz Bogusławski
Kazimierz Bogusławski herbu Ostoja (ur. 10 stycznia 1887 w Zelowie, zm. 25 lipca 1949 w Łodzi) – polski działacz społeczny. Członek Zarządu Stowarzyszenia Polskich Kupców i Przemysłowców Chrześcijan. Członek Zarządu Stowarzyszenia Wzajemnej Pomocy Pracowników Przemysłu i Handlu w Łodzi. Członek Komisji Rewizyjnej Towarzystwa Przeciw-żebraczego w Łodzi. Dyrektor Banku Spółdzielczego w Łodzi. Uczestnik I wojny światowej. Odznaczony Srebrnym Krzyżem Zasługi.
Syn Teodozji z Madlerów i Ignacego Henryka Ścibor-Bogusławskiego. Potomek w piątym pokoleniu Andrzeja Ścibor-Bogusławskiego h. Ostoja, wicepodkomorzego łęczyckiego i sieradzkiego. Jego dziadkiem stryjecznym był ks. Ignacy Bogusławski. Miał dwie siostry – Władysławę Sewerynę i Kornelię Stanisławę, żonę Henryka Szulca, radnego m. Łodzi (prezesa Zjednoczonego Związku Zawodowego „Praca Polska”, zamordowanego przez Niemców na poligonie wojskowym Brus w Łodzi w 1939 roku). Bogusławski uczestniczył w I wojnie światowej. W roku 1921 ożenił się ze Stanisławą Cygańską (odznaczoną Medalem Niepodległości za działalność w POW), córką Hipolity z Gruszczyńskich i Włodzimierza Cygańskiego h. Prus I, dziedzica dóbr Dąbrowa oraz właściciela majątków: Dąbrówka Szadkowska i Kowalew. Kazimierz Bogusławski miał dwóch synów – Lecha Włodzimierza i Janusza Wojciecha.
W czerwcu 1907 roku Bogusławski ukończył Szkołę Handlową Kupiectwa Łódzkiego, następnie podjął studia w Belgii, praktykował w Anglii. W latach 1911–12 był członkiem Zarządu Stowarzyszenia Wzajemnej Pomocy Pracowników Przemysłu i Handlu w Łodzi. W listopadzie 1912 roku podjął inicjatywę wraz z Gustawem Wilhelmem Geyerem i Robertem Geyerem (oraz z kilku innymi absolwentami SzHKŁ) utworzenia stypendium im. prof. Erazma Szpaczyńskiego przy Szkole Handlowej Kupiectwa Łódzkiego. W okresie międzywojennym był dyrektorem Banku Spółdzielczego w Łodzi i właścicielem sklepu papierniczego przy ul. Andrzeja 3. Odznaczony został Srebrnym Krzyżem Zasługi za działalność społeczną. Był wieloletnim członkiem Zarządu Stowarzyszenia Polskich Kupców i Przemysłowców Chrześcijan. Od 1934 roku pełnił funkcję członka Komisji Rewizyjnej Towarzystwa Przeciw-żebraczego w Łodzi. Po wojnie podjął pracę głównego księgowego w Narodowym Banku Polskim. Pracował tam do chwili swej śmierci, która nastąpiła po nieudanej operacji usunięcia wrzodu dwunastnicy w 1949 roku. Został pochowany w grobie rodzinnym na Starym Cmentarzu przy ul. Ogrodowej w Łodzi.